# De blijde broodeters
De blijde broodeters is een speciale uitgave uit de reeks van Suske en Wiske. 
Dit verhaal werd in 1982 gemaakt als reclamestunt voor het Belgische bedrijf Puratos. Er wordt veel tekst gebruikt en in kaders wordt informatie gegeven over het proces van het maken van brood.
Het verhaal is nooit in de reguliere Vierkleurenreeks verschenen.

## Personages
- Suske, Wiske, tante Sidonia, Lambik, Jerom, professor Barabas

## Uitvindingen
- Teletijdmachine

## Het verhaal
De vrienden horen op tv dat de Confederatie van de Bakkers en Pasteibakkers een promotieweek organiseert voor het brood, wie de boeiendste reportage over brood kan schrijven wint een reis naar de maan. De vrienden laten zich door professor Barabas naar de oertijd flitsen met de teletijdmachine en zien hoe mensen vruchten en zaden verzamelen. Ze gingen de tarwekorrels zaaien op kleine akkers, in de steentijd zien ze hoe de mensen tarwe oogsten met een sikkel gemaakt van vuursteen. De mensen zien hoe Jerom een monster verslaat en de tarwe erg snel maait. Ze brengen hem een kom in water gekookte graankorrels, maar Jerom vindt dit niet lekker.
Professor Barabas flitst de vrienden drieduizend jaar verder in de tijd en daar komen de vrienden bij de ingang van een grot. Vrouwen in dierenvellen pletten graankorrels tot volkorenmeel met bewerkte stenen. Verderop maken vrouwen deeg door water over het meel te sprenkelen en daarna wordt het in een oven van hete stenen gelegd. De mensen vluchten als ze de vrienden zien en Lambik vraagt of tante Sidonia toevallig boter heeft meegenomen. Dit is niet zo en Lambik merkt dat de pannenkoek erg hard is en bovendien smaken ze flauw, Wiske wil de pannenkoeken niet eten zonder slagroom en garnituur. Als de mannen de vrienden aanvallen flitst professor Barabas ze net op tijd weg.
De vrienden komen in Egypte, drieduizend jaar voor Christus, bij een groot paleis met op de achtergrond de piramiden. Suske vraagt aan een slaaf of hij weet waar de bakkerij van de farao is en ze worden richting de Nijl gestuurd. In de bakkerij kneed een slaaf het deeg met zijn voeten. De meesterbakker leidt de vrienden rond en laat een stenen handmolen zien, ook zien de vrienden hoe het deeg wordt gekneed en gebakken. Tante Sidonia ziet ongebakken deeg in een hoek en de meesterbakker legt uit dat hij heeft ontdekt dat het brood luchtiger wordt als er oud deeg door het verse wordt gekneed. Hij noemde het zuurdesem, maar dan komt de farao naar de bakkerij en de vrienden worden weggeflitst.
Ze komen aan op een markt (met aardewerk, gedroogd fruit en brood) in het oude Griekenland op het eiland Korfoe. Wiske ziet dat er 72 soorten brood worden verkocht en Lambik en Jerom raken dronken doordat ze veel cramycythe (brood met mout) eten. Dan worden de vrienden naar het Colosseum geflitst en ze zitten op de eerste rij met nog vijftigduizend andere toeschouwers. Er wordt gratis brood uitgedeeld, maar Sidonia vindt het niet lekker. De man naast haar komt uit Oostende in Gallië en vertelt dat ze daar zeewater gebruiken in het brood, door het zout smaakt het brood niet zo flauw. Jerom komt in de arena terecht en gaat voor Julius Caesar staan als er leeuwen op hem worden afgestuurd. Jerom verslaat de leeuwen en wordt ter dood veroordeeld door Caesar (hij doet zijn duim omlaag), maar professor Barabas flitst de vrienden naar de Middeleeuwen voordat er nog meer dingen kunnen gebeuren.
De vrienden flimen hoe een bakker met stempels afdrukken op stukken deeg maakt. De man legt uit dat elke familie zelf deeg maakt wat hij dan voor ze bakt. Een boer komt boter, melk en eieren brengen omdat het de volgende dag zondag is (dan wordt er speciaal brood gemaakt). De vrienden worden naar het Parijs van 21 maart 1670 geflitst waar het gilde voor bakkers demonstreert voor het parlementsgebouw. De Faculteit van Geneeskunde heeft gezegd dat biergist in brood de gezondheid kan schaden en daarom is op 26 juli van het jaar ervoor bepaald dat er geen biergist meer gebruikt mag worden. Tante Sidonia roept de menigte op zo veel mogelijk boterhammen met boter en hardgekookte eieren te maken en ze brengen dit het gebouw binnen. Het brood wordt uitgedeeld en Jerom eet honderd sneetjes, waarna hij twintig parlementsleden optilt met één hand. Dan wordt bepaald dat er toch biergist mag worden gebruikt in het brood en de bakkers zijn blij.
Professor Barabas flitst de vrienden naar Oostenrijk, midden negentiende eeuw, waar ze een aardappelstokerij zien. De eigenaar vertelt dat hij een betere manier voor het maken van gist heeft uitgevonden. Er kan nu uit honderd kilo grondstof acht tot tien kilo gist worden gemaakt, in plaats van vier tot zes kilo. Naast deze stokerij is een bakkerij waar de vrienden broden zien die gemaakt zijn met bier en Lambik is blij dat er nu ook boter wordt gebruikt. Dan worden de vrienden naar het jaar 1920 geflitst en ze komen bij een grote bakkerij. Het deeg wordt met machines gekneed en als Suske vraagt of er eieren, suiker en melk worden gebruikt vertelt een werknemer hem dat er een volledige verbeteraar wordt gebruikt. Hierdoor zijn de broden lichter, groter en ze blijven langer vers en de bakkers hoeven niet alle grondstoffen apart af te meten. Als het hoefijzer van een paard stuk blijkt te zijn trekt Jerom het wagentje waarmee de broden worden bezorgd.
De vrienden worden naar hun eigen tijd geflitst en professor Barabas bestelt wittebrood, toastbrood, stokbrood en tien volkorenbroden. Wiske vraagt de bakker of ze in zijn bakkerij mogen filmen en hij vertelt daar dat er vooral vitamine B, maar ook A, PP en E in brood zit. Suske en Wiske horen een week later dat ze gewonnen hebben, ze hebben de beste reportage over brood gemaakt.

## Achtergronden bij het verhaal
- In kaders wordt informatie gegeven over brood;
  - de graankorrel (zemelen, kiem, kiemwit)
  - meel (malen op molenstenen, malen op cilinders - het moderne procedé)
  - zuurdesem
  - zout
  - boter
  - gist
  - de verbeteraar (wat is een verbeteraar, waartoe dient de emulgator, water en vet verzoenen, het brood blijft langer vers, de rol van de andere bestanddelen van de verbeteraar)